# Luc Cornillon
Luc Cornillon est un auteur de bande dessinée français né le 7 juin 1957 à Rive-de-Gier (Loire). Avec Yves Chaland, Serge Clerc et quelques autres, il a dans les années 1980 participé à Métal hurlant. Il poursuit depuis une carrière d'illustrateur et d'auteur de bande dessinée (notamment pour la publicité), et est un habitué des collaborations avec les éditions Jalons.

## Biographie
Luc Cornillon étudie aux Beaux-Arts de Saint-Étienne, avec notamment Yves Chaland, Jacques Terpant et Jean-François Biard. Avec Yves Chaland, il crée un fanzine, L'Unité de Valeur, en 1976. Deux numéros sont publiés.
Remarqué par Jean-Pierre Dionnet, Luc Cornillon entre en 1978 à Métal hurlant, mensuel publié par les Humanoïdes Associés. Les pastiches des bandes dessinées des années 1950 écrits avec son ami Chaland sont réunis en 1979 dans l'album Captivant. Entre 1981 et 1983, deux albums de Cornillon paraissent chez Les Humanoïdes associés et un chez l'éditeur belge Magic Strip.
En 1983, Cornillon quitte Métal hurlant à la suite d'un conflit éditorial et passe chez Albin Michel, qui venait de racheter L'Écho des savanes et publie son album humoristique Panique à la Une en 1985. Cornillon commence ensuite une carrière dans la communication en bande dessinée. En octobre 1989, il illustre la couverture l'avant-dernier numéro de Pilote, à l'occasion de la parution du second épisode de sa série Dans l'enfer de l'enfer, sa dernière parution dans une revue de bande dessinée pour public adulte,.
À partir des années 1990 Cornillon se spécialise dans la communication médicale, un secteur lucratif. Outre ces activités publicitaires, Cornillon est actif dans l'illustration jeunesse, travaillant pour les éditions Fleurus (Fripounet et Marisette) et le Bayard Presse (Phospore puis Okapi),.

## Albums
- Captivant (avec Yves Chaland, Les Humanoïdes Associés, coll. « Pied jaloux », 1979  (ISBN 2-7316-0011-X).
- Diamants Vengeurs, Magic Strip, coll. « Atomium 58 », 1982  (ISBN 2-8035-0051-5).
- Branle Bas de combat (scénario), avec Jacques Terpant (dessin), Les Humanoïdes Associés, coll. « Pied jaloux », 1982  (ISBN 2-7316-0181-7).
- Antisocial (dessin), avec Philippe Manœuvre (scénario), Les Humanoïdes Associés, coll. « Pied jaloux », 1983  (ISBN 2-7316-0205-8).
- Panique à la une, Albin Michel, coll. « L'Écho des savanes », 1985  (ISBN 2-226-02214-7).
- Dans l'enfer de l'enfer, Une idée bizarre, 2017  (ISBN 978-2-9539197-5-2).

## Illustrations
- Philip José Farmer conquiert l'univers de François Mottier en 1980 aux éditions Glénat
- Histoire de France de Cro-Magnon à Jacques Chirac avec  Basile de Koch en 2004 aux  Éditions de la Table ronde
- Manuel de survie de la femme moderne avec Frigide Barjot et Basile de Koch en 2007 aux éditions Presses de la Renaissance
- Le Guide du Voyageur Galactique de Douglas Adams en 2007 aux éditions  Libellus

## Albums publicitaires
- Un mariage réussi, 1989.
- Cap Génétique, 1990.
- Objectif L'homme, 1993.
- S.O.S. Stress, 1994.
- Mets ta Ville à la portée de tous, 1996.
- Rémi au Pays des Microbes, 1999.
- Ensemble (magazine des résidents de l'OPAC de l'Oise) à partir de 2003
- Histoires d'OPAC (l'OPAC de l'Oise) 2010